# Виконт Стэнсгейт

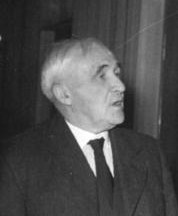
Уильям Уэдгвуд Бенн, 1-й виконт Стэнсгейт (1877—1960)

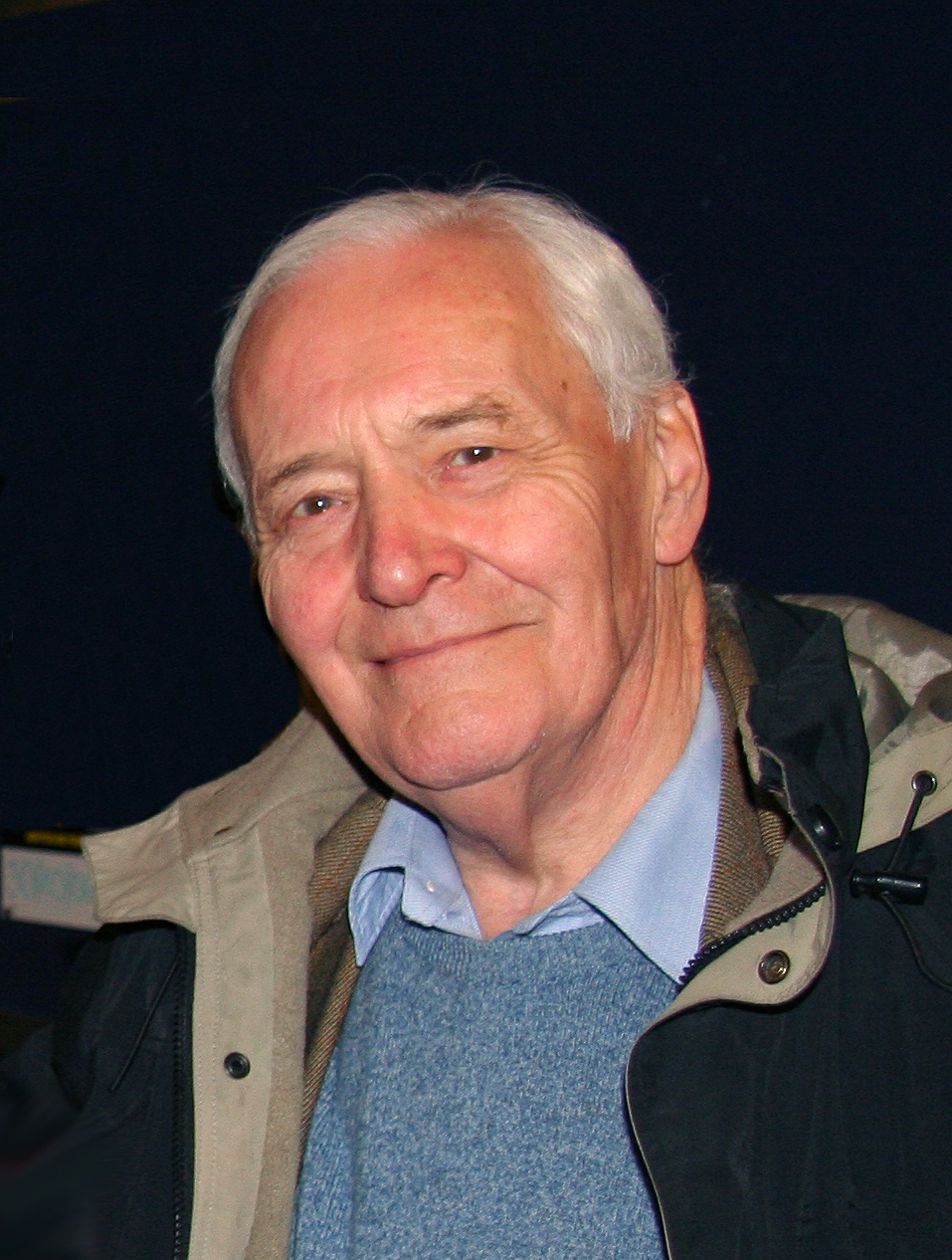
Энтони Нил Уэдгвуд Бенн, 2-й виконт Стэнсгейт (1925—2014)

Виконт Стэнсгейт (англ. Viscount Stansgate) из Стэнсгейта в графстве Эссекс — наследственный титул в системе Пэрства Соединённого королевства. Он был создан 12 января 1942 года для лейбористского политика Уильяма Уэдгвуда Бенна (1877—1960). Он был вторым сыном сэра Джона Бенна, 1-го баронета из Олд Нолла (1850—1922). Уильям Уэдгвуд Бенн занимал должности министра по делам Индии (1929—1931) и министра авиации (1945—1946). Старший сын и наследник лорда Стэнсгейта, достопочтенный Майкл Бенн (1921—1944), погиб во время Второй мировой войны. Поэтому титул виконта унаследовал его младший сын, Энтони Нил Уэдгвуд Бенн, 2-й виконт Стэнсгейт (1925—2014), более известный как лейбористский политик Тони Бенн. Выступал против Акта Палаты пэров 1963 года. Тони Бенн трижды избирался депутатом Палаты общин Великобритании, занимал должности генерального почтмейстера (1964—1966), министра технологии (1966—1970), лидера Лейбористской партии (1971—1972), министра промышленности (1974—1975) и министра энергетики (1975—1979), а также являлся главой организации Stop the War (2001—2014).
По состоянию на 2025 год носителем титула являлся его сын, Стивен Майкл Уэдгвуд Бенн, 3-й виконт Стэнсгейт (род. 1951), который сменил своего отца в том же 2014 году.

## Виконты Стэнсгейт (1942)
- 1942—1960: Уильям Уэдгвуд Бенн, 1-й виконт Стэнсгейт (10 мая 1877 — 17 ноября 1960), второй сын сэра Джона Бенна, 1-го баронета из Олд Кнолла (1850—1922);
- 1960—2014: Энтони Нил Уэдгвуд Бенн, 2-й виконт Стэнсгейт (3 апреля 1925 — 14 марта 2014), второй сын предыдущего;
- 2014 — настоящее время: Стивен Майкл Уэдгвуд Бенн, 3-й виконт Стэнсгейт (род. 21 августа 1951), старший сын предыдущего;
  - Наследник: достопочтенный Дэниэл Джон Уэдгвуд Бенн (род. 10 декабря 1991), единственный сын предыдущего.